# Карлин, Джек
Джек Карлин (англ. Jack Carlin; род. 23 апреля 1997, Пейсли) — британский трековый велогонщик, специализирующийся на спринтерских гонках. Завоевал четыре олимпийские медали: две на летних Олимпийских играх 2020 года в Токио и две на летних Олимпийских играх 2024 года в Париже.

## Велосипедная карьера
В 2016 году Карлин завоевал свою первую международную медаль, став серебряным призёром чемпионата Европы по трековому велоспорту в командном спринте.
В 2018 году завоевал серебряные медали на чемпионате мира по спринту и командному спринту. Затем последовало серебро в спринте на Играх Содружества и бронза на чемпионате Европы в кейрине.
На чемпионате мира 2020 года Карлин снова завоевал серебряную медаль в командном спринте. Затем он стал двукратным олимпийским призёром на своих дебютных Олимпийских Играх в Токио, завоевав серебро и бронзу в командном спринте и спринте соответственно.
На чемпионате Великобритании по трековому велоспорту 2022 года в Ньюпорте (Уэльс) завоевал три титула (в дополнение к пяти предыдущим), выиграв спринт, кейрин и командный спринт. Позже в том же году он завоевал серебро в кейрине и бронзу в спринте на Играх Содружества 2022 года. Последняя была присуждена после отстранения Мэтью Глетцера в решающем заезде, когда он был признан отклонившимся от своей линии гонки и неоправданно помешал Карлину в спринте.
24 июня 2024 года Карлин вошёл в состав сборной Великобритании на летние Олимпийские игры 2024 года. На Играх в Париже он вместе с Эдом Лоуи и Хэмишем Тёрнбуллом завоевал серебряную медаль в командном спринте, уступив в финале сборной Нидерландов, установившей новый мировой рекорд. Завоевал бронзовую медаль в спринте, уступив в полуфинале чемпиону Харри Лаврейсену и победив в финале Джеффри Хогланда. В кейрине Карлин выиграл свой полуфинал и вышел в финал, где попал в аварию на последнем круге с двумя другими гонщиками.